# Фернальд, Минна
Минна Фернальд (англ. Minna Fernald, полное имя Minna Rosa Simon Fernald; 1860—1954) — американская художница, известна своими ботаническими иллюстрациями.

## Биография
Родилась в 1860 году в Балтиморе, штат Мэриленд, была родственницей Мерритта Фернальда. Жила в штате Мэриленд, затем недолго — в Пенсильвании, но бо́льшую часть своей жизни провела в Массачусетсе.
После получения художественного образования в Германии продолжила своё обучение в колледже искусств Мэрилендского института под руководством Хью Ньюэлла (Hugh Newell), члена Американского общества акварелистов. Работы художницы выставлялись в Амхерсте, штат Массачусетс.
Выйдя 9 июня 1890 года замуж за Генри Торси Фернальда, переехала в 1924 году из Массачусетса в город Уинтер-Парк, когда он вышел на пенсию. У них было трое детей.
Участвуя в выставках Florida Federation of Art в Центральной Флориде, получала награды за свои работы. В 1942 году она пожертвовала свои ботанические зарисовки University of Florida Herbarium, в настоящее время они находятся в Музее естественной истории Флориды.
Минна Фернальд умерла в 1954 году в городе Уинтер-Парк, штат Флорида, где и похоронена на кладбище Palm Cemetery.
Была удостоена наград за свои художественные работы, а также медаль за работу в Красном Кресте во время Первой мировой войны.